# Hunga novoguineensis
Hunga novoguineensis är en tvåhjärtbladig växtart som beskrevs av Ghillean `Iain' Tolmie Prance. Hunga novoguineensis ingår i släktet Hunga och familjen Chrysobalanaceae. Inga underarter finns listade i Catalogue of Life.